# Omar Israel Jaime
Omar Israel Jaime Vera (n. Monterrey, México, 20 de abril de 1981) es un futbolista mexicano.

## Selección nacional
Ha sido internacional con la Selección de fútbol de México Sub-17.

### Participaciones en Copas del Mundo
| Mundial                               | Sede   | Resultado    |
| ------------------------------------- | ------ | ------------ |
| Copa Mundial de Fútbol Sub-17 de 1997 | Egipto | Primera fase |

## Clubes
| Club                    | País      | Año       |
| ----------------------- | --------- | --------- |
| Cruz Azul Hidalgo       | México    | 2003      |
| Cruz Azul Oaxaca        | México    | 2003-2004 |
| Jaguares de Tapachula   | México    | 2004      |
| Jaguares de Chiapas     | México    | 2005      |
| Petroleros de Salamanca | México    | 2006-2009 |
| CF La Piedad            | México    | 2009-2010 |
| Estudiantes de Altamira | México    | 2010      |
| Correcaminos de la UAT  | México    | 2011      |
| CF La Piedad            | México    | 2012      |
| Altamira Fútbol Club    | México    | 2012-2013 |
| Deportivo Coatepeque    | Guatemala | 2014-     |